# Șipca, Stînga Nistrului
Șipca este satul de reședință al comunei cu același nume din Unitățile Administrativ-Teritoriale din Stînga Nistrului (Transnistria), Republica Moldova.

## Personalități

### Născuți în Șipca
- Grigori Dariev (1919–1998), cercetaș și militar sovietic, participant la cel de-Al Doilea Război Mondial
- Vasil Barladeanu (1942–2010), istoric de artă, poet, jurnalist, politician și românist ucrainean

1. ↑   http://date.gov.md/ro/system/files/resources/2015-11/coduri%20postale%20RM.xlsx Lipsește sau este vid: |title= (ajutor)